# Crespos
Crespos è un comune spagnolo di 667 abitanti situato nella comunità autonoma di Castiglia e León.